# Allaoua Ben Aly Chérif
Allaoua Ben Aly Chérif, né le 24 décembre 1895 à Akbou et mort le 19 janvier 1976 à Paris, est un homme politique français.

## Mandats
- Député de Constantine (1945), (1946-1955)[1].